# Фетисов, Андрей Сергеевич
Андре́й Серге́евич Фети́сов (19 января 1972, Новокузнецк, СССР) — советский и российский профессиональный баскетболист, игравший на позиции тяжёлого форварда. Президент баскетбольного клуба «Спартак» (Санкт-Петербург).
Выпускник Санкт-Петербургской государственной академии физической культуры им. П. Ф. Лесгафта, выпускник Высшей тренерской школы (Санкт-Петербург, 2008).

## Биография
До 5-го класса жил с родителями в Новокузнецке. Занимался прыжками в воду, плаванием. Затем переехал в Душанбе, где всерьёз занялся баскетболом. Первый тренер — Борис Ильич Соколовский.
В 16 лет во время юношеских соревнований в Саратове познакомился с ленинградским тренером Антолием Иосифовичем Штейнбоком, который уговорил его переехать в Ленинград. С 1991 года — игрок БК «Спартак» (Санкт-Петербург).
В 1994 году выбран под № 36 во 2-м круге драфта НБА клубом «Бостон Селтикс» и тут же обменян в «Милуоки Бакс». В НБА никогда не выступал.
Считался одним из самых талантливых российских баскетболистов 1990-х годов, в полной мере раскрыться помешала серьёзная травма колена — перелом, разрыв всех связок, из-за чего Фетисову было сделано несколько операций. За карьеру сменил более 10 клубов из 4 стран.
Директор реабилитационного центра для спортсменов Национальной академии баскетбола, генеральный директор ЖБК «Спартак», руководитель баскетбольной академии в Санкт-Петербурге, президент Федерации массовых видов спорта там же.
С марта 2009 года — директор Центра физической культуры и спорта Калининского района Санкт-Петербурга.
С апреля 2012 года — директор СДЮШОР № 1 Калининского района Санкт-Петербурга.
С октября 2014 года — главный селекционер БК «Зенит» (Санкт-Петербург).
28 сентября 2017 года был назначен на должность президента баскетбольного клуба «Спартак» (Санкт-Петербург).

## Достижения
- Серебряный призёр чемпионата мира 1994 (в финале не играл из-за травмы)
- Серебряный призёр ЧЕ-1993, бронзовый призёр ЧЕ-1997
- Чемпион СНГ 1992 («Спартак» СПб)
- Обладатель Кубка России 2002/2003 (УНИКС)
- Лучший баскетболист России 1993 (опрос газеты «Спорт-Экспресс»)
- Участник матча «Всех звёзд Европы» 1995
- Участник матча «Всех звёзд Испании» 1996
- Участник матча «Всех звёзд России» 1997 и 2000

## Семья
От жены Юлии имеет дочь Ирину — волейболистку сборной России.

## Интересные факты
- В начале 1990-х зарплата Фетисова в санкт-петергбургском «Спартаке» составляла около 80 долларов в месяц[5].

## Статистика
| Сезон                                                                                   | Команда   | Лига     | GP | GS | MPG  | FG%  | 3P%  | FT%  | RPG | APG | SPG | BPG | PPG  |  |
| 2001/02                                                                                 | Все клубы | Все лиги | 5  | 3  | 22,2 | 37,1 | 47,1 | 95,0 | 5,4 | 1,4 | 1,2 | 2,4 | 10,6 |  |
| 2001/02                                                                                 | Шлёнск    | Евролига | 4  | 3  | 26,0 | 38,2 | 47,1 | 95,0 | 6,8 | 1,8 | 1,5 | 3,0 | 13,3 |  |
| 2001/02                                                                                 | ЦСКА      | Евролига | 1  | 0  | 7,1  | 0,0  | 0,0  | 0,0  | 0,0 | 0,0 | 0,0 | 0,0 | 0,0  |  |
|                                                                                         |           | Всего    | 5  | 3  | 22,2 | 37,1 | 47,1 | 95,0 | 5,4 | 1,4 | 1,2 | 2,4 | 10,6 |  |
| Наведите курсор мыши на аббревиатуры в заголовке таблицы, чтобы прочесть их расшифровку |           |          |    |    |      |      |      |      |     |     |     |     |      |  |